# Murray McArthur
Murray Douglas McArthur (* 4. Mai 1966 in Honiton, Devon) ist ein britischer Schauspieler.

## Leben
Murray McArthur wurde als Sohn schottischer Eltern in England geboren. Er hat eine Schwester und besuchte die King's School in Devon. Nach dem Abschluss studierte er an der Loughborough University und graduierte in den Studiengängen Englisch und Drama. In der Folge und um eine Schauspielkarriere zu verwirklichen ging er an das Drama Studio in London.
Nach dem Abschluss trat er zunächst in einigen Theaterproduktionen auf, vor allem in Stücken der Werke von William Shakespeare, wie König Lear oder Ein Sommernachtstraum. Hinzu kommen Inszenierungen von Große Erwartungen, Peter Pan und Früchte des Zorns. Zu erleben war er u. a. am Royal National Theatre und im Ahmanson Theatre in Los Angeles. 
Seit 1994 tritt McArthur auch in Film- und Fernsehproduktionen auf. Seinen ersten Fernsehauftritt hatte er in einer Folge der Serie EastEnders. Weitere Fernsehauftritte erfolgten u. a. in Heartbeat, Doctors, The Bill, Doctor Who oder Game of Thrones.
Daneben war McArthur auch in erfolgreichen Filmen wie Wenn Träume fliegen lernen, Die letzte Legion oder Verliebt in die Braut zu sehen.
Er lebt in London, ist verheiratet und hat zwei Kinder.

## Filmografie (Auswahl)
- 1994: EastEnders (Fernsehserie)
- 1994: Stanleys Drache (Stanley's Dragon)
- 1996: Geschichten aus der Gruft (Tales from the Crypt, Fernsehserie, Episode 7x04)
- 1996–2007: The Bill (Fernsehserie, 5 Episoden)
- 1997: Aquila (Fernsehserie, Episode 1x01)
- 2000: Heartbeat (Fernsehserie, Episode 10x06)
- 2001: Endgame
- 2002: Falling Apart (Fernsehfilm)
- 2003: Wenn Träume fliegen lernen (Finding Neverland)
- 2004: Foley's War (Fernsehserie, Episode 3x01)
- 2005: Mord im Pfarrhaus (Keeping Mum)
- 2006: Doctors (Fernsehserie, Episode 7x130)
- 2007: Die letzte Legion (The Last Legion)
- 2008: Summerhill (Fernsehfilm)
- 2008: Verliebt in die Braut (Made of Honor)
- 2008: Lark Rise to Candleford (Fernsehserie, 1 Episode)
- 2009: A Congregation of Ghosts
- 2015: Doctor Who (Fernsehserie, Episode 9x05)
- 2015–2016: Game of Thrones (Fernsehserie, 2 Episoden)
- 2016: Aufstand der Barbaren (Barbarians Rising, Fernsehserie, Episode 1x03)
- 2017: Outlander (Fernsehserie, Episode 3x03)
- 2018: Viking Destiny
- 2018: Unten am Fluss (Watership Down, Miniserie, 4 Episoden, Stimme)
- 2019: Pitching In (Fernsehserie, 2 Episoden)
- 2022: The Northman
- 2022: Wednesday (Fernsehserie, 8 Folgen)
- 2023: Wonka
- 2024: Der Herr der Ringe: Die Ringe der Macht (The Lord of the Rings: The Rings of Power, Fernsehserie)